# Zamarada exarata
Zamarada exarata är en fjärilsart som beskrevs av Felder 1875. Zamarada exarata ingår i släktet Zamarada och familjen mätare. Inga underarter finns listade i Catalogue of Life.